# Klipper

Klipper Icon

Klipper è un programma per appunti che permette di copiare una sezione di testo per incollarlo altrove. Normalmente se si copia un testo e successivamente un altro, quello precedente viene perduto. Questo programma permette di salvare la selezione in modo da poter scegliere di incollare le selezioni in un ordine diverso.